# You, Me and Dupree
You, Me and Dupree (Tú, yo y ahora... Dupree en España y Tres son multitud en Hispanoamérica) es una película estadounidense de comedia de 2006 dirigida por los hermanos Anthony y Joe Russo. La cinta está protagonizada por Matt Dillon, Owen Wilson, Kate Hudson y Michael Douglas y fue clasificada para mayores de 13 años.

## Sinopsis
Molly y Carl son recién casados y comienzan una feliz vida juntos. Todo marcha sobre ruedas hasta que Randy Dupree se queda sin hogar ni trabajo y recurre a su mejor amigo, Carl, para que lo ayude y hospede.
El tiempo pasa, y lo que iba a ser una visita de unos pocos días se convierte en una estadía que parece no terminar nunca.

### ¿Quién es Dupree?
Dupree es el mejor amigo de Carl, que recién casado lo invita a vivir con ellos porque se ha quedado solo y sin trabajo. Pero Dupree cree que es su casa y actúa como tal, molestando al matrimonio. Los momentos cómicos no tardarán en llegar: Molly se encontrará a Dupree masturbándose y él sorprenderá a Carl y su mujer teniendo sexo.

## Reparto
- Owen Wilson como Randolph "Randy" Dupree
- Kate Hudson como Molly Thompson-Peterson
- Matt Dillon como Carl Peterson
- Michael Douglas como Robert "Bob" Thompson
- Seth Rogen como Neil
- Amanda Detmer como Annie
- Ralph Ting como Toshi
- Todd Stashwick como Tony
- Bill Hader como Mark
- Billy Gardell como Dave
- Lance Armstrong como él mismo
- Harry Dean Stanton como Curly (no acreditado)
- Pat Crawford Brown como Tía Kathy
- Sidney S. Liufau como Paco

## Producción
El presupuesto de producción de la película ascendió a $54 millones de dólares. El compositor Rolfe Kent realizó la música para la película, y en el último minuto, una semana antes de las proyecciones en la prensa, su banda sonora fue reemplazada por una compuesta por Theodore Shapiro. La escena en la que Dupree llega en avión en la isla equivocada se filmó en el mismo valle que Jurassic Park. En las características especiales de la película en DVD hay un tráiler de una versión diferente de la película en la que Dupree y Molly están casados y Carl se muda. El lanzamiento en DVD de la película también contiene un tráiler de una versión de terror y suspenso de la película.

## Recepción

### Respuesta de la crítica
La película recibió críticas en su mayoría negativas por parte de los críticos. El sitio web especializado Rotten Tomatoes le otorgó a la película un 21% de aprobación, basado en 165 críticas. El consenso del sitio es: "Una entrada bastante genérica en el subgénero de 'adultos adolescentes', con temas tomados de otras películas más exitosas y divertidas. Dupree se desgasta rápidamente".
Roger Ebert le otorgó a la película 2 estrellas de 4, y comparó la cinta con muchas otras predecesoras, sugiriendo que Dupree es un "descendiente" de Dignan, también interpretado por Wilson en Bottle Rocket, y que la película es "a veces una versión de Atracción fatal", pero criticó la película por nunca decidir correctamente si Dupree es simplemente desafortunado o realmente manipulador. Ebert describió la película como una "trama de idiotas" que requiere que los personajes se comporten de forma antinatural para hacer reír o forzar el argumento, la comedia equivalente a "¡No bajes a la bodega!" en películas de terror.

### Taquilla
En cartelera durante 84 días, la película recaudó $ 75.628.110 dólares en la taquilla nacional de Estados Unidos, y además ganó $54.803.258 en los mercados internacionales, para un total mundial de $130.431.368 dólares.

### Respuesta deSteely Dan
El título de la película causó un pequeño revuelo ya que el nombre poco común de Dupree es el mismo que el del título de la canción de Steely Dan "Cousin Dupree" de su álbum de 2000 "Two Against Nature", que también se refiere a un pariente sin hogar quien se convierte en un problemático invitado. Los fundadores de Steely Dan Donald Fagen y Walter Becker escribieron una carta un tanto irónica al hermano del actor Owen Wilson, Luke Wilson, sobre la aparente apropiación del nombre de su personaje. El dúo invitó al mayor de los Wilson a compensar el "robo" del nombre de su personaje al subir al escenario con ellos en uno de sus conciertos para disculparse con los fanáticos de la banda. Owen Wilson dio una respuesta irónica a la carta, declarando en una conferencia de prensa: "Nunca escuché la canción 'Cousin Dupree' y ni siquiera sé quién es este señor, el señor Steely Dan. Espero que esto ayude a aclarar las cosas y pueda volver a concentrarme en mi nueva película, Hey 19".